# Stjepan Moyses
Stjepan Moyses (Veselé, 24. listopada 1797. – Svätý Kríž, 5. kolovoza 1869.) bio je slovački biskup i narodni preporoditelj.

## Životopis
Filozofski studij pohađao je u Trnavi, a nakon toga teološki studij u Pešti. Tamo je diplomirao 1819. godine. Od 1821. do 1828. službovao je kao kapelan i učitelj u više slovačkih mjesta. Godine 1828. djelovao je kao kapelan u Pešti, istovremeno doktorirajući filozofiju. Od 1830. do 1847. predaje filozofiju i grčki jezik na Kraljevskoj akademiji u Zagrebu.
Potpomagao je hrvatski narodni preporod kao revizor i cenzor zagrebačkih knjiga, novina i časopisa. Jedan je od suosnivača „Matice ilirske”. Godine 1847. imenovan je zagrebačkim kanonikom te kaptolskim zastupnikom na hrvatsko-ugarskom saboru u Požunu. Ban Jelačić ga je 1848. postavio za predsjednika Odbora za školstvo i bogoštovlje u Banskom vijeću Biskup Juraj Haulik ga je imenovao ravnateljem sjemeništa te zaklade nemoćnih svećenika. Od 1849. do 1850. djelovao je kao član hrvatskog povjerenstva u Beču, koje se sastajalo s ciljem savjetovanja vlade o budućem uređenju države. Od 1851. imenovan je za biskupa u Banskoj Bystrici. Od 1863. pa sve do smrti bio je predsjednik Matice slovačke.

### Mrežna sjedišta
- Moyses, Stjepan. Hrvatska enciklopedija, mrežno izdanje. Pristupljeno 16. studenoga 2024.